# Gravity (альбом Caliban)
Gravity — десятый альбом немецкой группы Caliban, изданный 25 марта 2016 года лейблом Century Media Records.
Новый альбом должен был стать самым мрачным в истории группы, и, как отмечают критики, цель была достигнута: Gravity получился зловещим, мрачным, с более тяжёлым и острым звуком, чем ранее. При этом в целом он не стал резким уходом от прежнего стиля, однако звук стал более зрелым и мощным.
В записи композиций участвовали двое приглашённых исполнителей: Алисса Уайт-Глаз из группы Arch Enemy и Джейми Грэм (англ. Jamie Graham) из группы Heart Of A Coward.

## Список композиций
Сначала коллективом был представлен трек «Paralyzed» (вместе с официальным клипом), а затем «Mein Schwarzes Herz».
| №                   | Название                                                    | Длительность |
| ------------------- | ----------------------------------------------------------- | ------------ |
| 1.                  | «Paralyzed»                                                 | 4:33         |
| 2.                  | «Mein schwarzes Herz»                                       | 3:02         |
| 3.                  | «Who I Am»                                                  | 4:12         |
| 4.                  | «Left for Dead»                                             | 3:24         |
| 5.                  | «Crystal Skies [feat. Jamie Graham of Heart of a Coward]»   | 3:32         |
| 6.                  | «Walk Alone»                                                | 4:10         |
| 7.                  | «The Ocean's Heart [feat. Alissa White-Gluz of Arch Enemy]» | 3:54         |
| 8.                  | «brOKen»                                                    | 4:07         |
| 9.                  | «For We Are Forever»                                        | 3:39         |
| 10.                 | «Inferno [feat. Marcel Gadacz of Dream on, Dreamer]»        | 3:39         |
| 11.                 | «No Dream Without a Sacrifice»                              | 3:53         |
| 12.                 | «Hurricane»                                                 | 3:41         |
| Общая длительность: | Общая длительность:                                         | 45:46        |

Bonus Tracks
13. Mein schwarzes Herz (Der Tante Renate/Steinborn Remix)
14. Paralyzed (Emma McLellan Remix)

## Участники записи
- Андреас Дёрнер — вокал
- Денис Шмидт— гитара, вокал
- Марк Гёртц — гитара
- Марко Шеллер — бас
- Патрик Грюн — ударные
- Бенни Рихтер — продюсер
- Марсель Гедэз — оформление, дизайн

## Позиции в чартах
| Чарт (2016)                     | Позиция |
| ------------------------------- | ------- |
| Австрия (Ö3 Austria)            | 26      |
| Бельгия/Фландрия (Ultratop)     | 98      |
| Бельгия/Валлония (Ultratop)     | 123     |
| Германия (Offizielle Top 100)   | 15      |
| Швейцария (Schweizer Hitparade) | 27      |